# Малая Красная Глинка
Малая Красная Глинка — посёлок, вошедший в черту рабочего посёлка Черниковка Уфимского района Башкирской АССР РСФСР. Ныне территория города Уфы.

## География
Находился на берегу реки Белая

## Географическое положение
По данным на 1926 год расположен был в 1 версте от центра волости — деревни Степановка (Вишневый Холм).

## История
Во время переписи 1920 года входил в Богородскую волость.
После октября 1922 года относился к Степановской волости Уфимского кантона.
После 1930 года относился к Степановскому сельсовету Уфимского района.

## Население
В 1920 — в 7 домах проживало 38 человек (по подсчетам Роднова — 8 дворов, 40 жителей), преимущественно русские (по Роднову — все русские), из них 18 мужчин, 20 женщины (Населенные пункты Башкортостана, 1926); в 1925 году — 11 дворов, число жителей не указано (Указ. соч.).
Жители занимались земледелием, отходничеством в городе Уфе.